# 巴克什
巴克什（穆麟德轉寫：Baksi）又譯為榜式、把式、榜什，為儒者、學者與讀書人之意，借自蒙古語中表示師傅、老師之意的「巴格希」（羅馬化：baγsi）一詞（該詞又是从古汉语詞「博士」中借去的），后成为後金時代学者的一种头衔。
巴克什是指有知识的文人，《听雨丛谈》載：“巴克什……乃清语文儒谙悉事体之称”。《满文老档》經常有巴克什的字眼，又載钟堆、博布黑、萨哈连、吴巴泰、雅兴噶、阔贝、扎海、洪岱被選為八巴克什。额尔德尼、达海、武纳格、刚林也曾是巴克什。直到天聪五年（1631年）七月，皇太极下令：“文臣称巴克什者，俱停止，称为笔帖式，如本赐名巴克什者，仍其名”。